# Grammy Award all'autore dell'anno, non classico
Il Grammy Award all'autore dell'anno, non classico (Grammy Award for Songwriter of the Year, Non-Classical) è un premio dei Grammy Award conferito dalla National Academy of Recording Arts and Sciences agli autori di canzoni.
Secondo il presidente Evan Bogart, il nuovo premio è la prova che compositori e cantautori sono ora "in grado di realizzare il sogno di avere un premio che onori il compendio della produzione annuale di un artista e l'impatto che ha ogni anno sul panorama musicale nel modo in cui i GRAMMY onorano i produttori dal 1975. Penso che sia giunto il momento di farlo (...) Le persone nel mondo della scrittura di canzoni chiedono questo premio da più di un decennio."
Gli autori nominati possono provenire da qualsiasi campo musicale, eccetto quello classico, poiché tali compositori sono riconosciuti nella categoria miglior composizione di musica contemporanea. Dal 2024, la categoria fa parte delle categorie principali ed è votata da tutti i membri votanti dell'Accademia.

## Vincitori e candidati

### Anni 2020
- 2023[4]
  - Tobias Jesso Jr. - Boyfriends, Can I Get It, Careless, C'mon Baby Cry, Dotted Lines, Let You Go, No Good Reason, Thank You Song, To Be Loved
  - Amy Allen – For My Friends, The Hardest Part, If We Were A Party, If You Love Me, Magic Wand, Matilda, Move Me, Too Bad, Vicious
  - Nija Charles – Cozy, Ex for a Reason, Good Love, IYKYK, Lobby, Ride for You, Sweetest Pie, Tangerine, Throw It Away
  - The-Dream – Break My Soul, Church Girl, Energy, I'm That Girl, Mercedes, Rock N Roll, Rolling Stone, Summer Renaissance, Thique
  - Laura Veltz – Background Music, Feed, Humble Quest, Pain, 29
- 2024[5][6]
  - Theron Thomas – All My Life, Been Thinking, Cheatback, How We Roll, Make Up Your Mind, Pretty Girls Walk, Seven, Told Ya
  - Edgar Barrera – Cuestion De Tiempo, Falsa Alarma (En Vivo), Gucci Los Paños, La Despedida, Mi Ex Tenía Razón, Que Vuelvas, Un Cumbión Dolido, Un x100to, Yo Pr1mero
  - Jessie Jo Dillon – Buried, Girl in the Mirror, Halfway to Hell, Memory Lane, Neon Cowgirl, Screen, The Town in Your Heart, Up Above The Clouds (Cecilia's Song)
  - Shane McAnally – Come Back to Me, Good with Me, He's Never Gunna Change, I Should Have Married You, Independently Owned, Never Grow Up, Start Somewhere, Walmart, We Don't Fight Anymore
  - Justin Tranter – Gemini Moon, Honey (Are U Coming?), I Want More, Jersey, A Little Bit Happy, Pretty Girls, River
- 2025[7]
  - Amy Allen – Chrome Cowgirl, Espresso, High Road, Please Please Please (Sabrina Carpenter), Run for the Hills, Scared of My Guitar, Selfish, Sweet Dreams, Taste
  - Édgar Barrera – Atencion, (Entre Paréntesis), It Was Always You (Siempre Fuiste Tú), No Se Vale, The One (Pero No Como Yo), Por el Contrario, Si Antes Te Hubiera Conocido, Sincere, Tommy & Pamela
  - Jessi Alexander – Ain't No Love in Oklahoma, All I Ever Do is Leave, Chevrolet, Make Me a Mop, Never Left Me, No Caller ID, Noah, Remember Him That Way, Roulette on the Heart
  - Jessie Jo Dillon – Am I Okay?, Go To Hell, Heaven by Noon, Lies Lies Lies, Messed Up as Me, Never Left Me, No Caller ID, Sorry Mom, Two Hearts
  - Raye – Ask & You Shall Receive, Because I Love You, Dear Ben, Pt. II, Genesis, Mother Nature, Paralyzed, Riiverdance, You're Hired